# Kislábú erdeiegér
A kislábú erdeiegér (Apodemus uralensis) az emlősök (Mammalia) osztályának rágcsálók (Rodentia) rendjébe, ezen belül az egérfélék (Muridae) családjába tartozó faj.

## Előfordulása
Elterjedése Közép-Európától Északnyugat-Kínáig és Mongóliáig, illetve délre Törökország északi részéig tart. A kontinensen Németország keleti részén, Lengyelországban, a balti államokban, Csehországban, Szlovákiában, Ausztriában, Szerbiában és Romániában fordul elő, egészen Oroszországig. Sztyepplakó reliktumfajnak tekinthető, amely a kainozoikumi eljegesedést a Kárpát-medencében, valamint Balti- és Kaszpi-tenger védett területein élhette túl, majd a Pannon-síkságon, illetve keletről a sztyeppeken át terjedt el ismét.

### Magyarországi előfordulása
A Tisza menti sík területeken kimondottan gyakori állatfaj. Nyugat felé haladva ritkul, a Duna-Tisza közén már szórványosan elterjedt, a Dunántúlon és a Kisalföldön és a Dráva mentén tölti életét.

## Megjelenése
A faj nevéhez illően kisebbek a lábai, mint rokonainak. Hátsó lábának talpmérete 1,7–2 centiméter. A három erdei egérfaj közül ez a legkisebb faj.

## Életmódja
A rokonfajaihoz képest a fajon belüli agresszió igen alacsony. Gradációja ismeretlen, fluktuációi időben nem esnek egybe az erdei egérével. A talajba járatokat ás, amelyekhez egy fészeküreg csatlakozik. "Menüjében" a növényi táplálék a legjelentősebb. A gyomortartalom-vizsgálat során magvak, zöld növényi részek, gyökér, virág és gyümölcshús került elő. Leginkább nem túl kemény vagy törékeny maghéjú magvakat fogyaszt. Kemény maghéjas magvakat nem fogyaszt, még ha gyakoriak is. Képes viszont hasznosítani olyan parányi magvakat, amelyeket a többi erdeiegérfaj nem. Legfőbb ragadozói baglyok, leggyakrabban a gyöngybagoly és az erdei fülesbagoly köpetéből került elő, de az uhu köpetében is találtak már. Az egerészölyv sem veti meg a kislábú erdeiegér húsát. Élőhelyén a vadász és molnárgörény, menyét és az elvadult macskák is a hóhérjai.

## Szaporodása
A párzási időszak az Apodemusok között a kislábú erdeiegérnél a leghosszabb - úgyszólván egész évben tart-, február végétől október elejéig tart. A vemhesség leggyakrabban március és augusztus közé esik. A nőstényállat 2-4 almot vet 24-25 napos vemhesség végén, átlagos alomméret 6,1 (3-10). 18-20 napig élnek a kölykök anyatejen.

## Természetvédelmi állapota
Hazánk állattársulásának egy kevésbé ismert színező eleme. Valószínűleg a természetes vagy természetközeli státuszú környezet megőrzésén kívül más konverzációs kezelés jelenleg szükségtelen védelme érdekében. A kinti mezőgazdasági művelés és a szegélynövényzet megtartása kedvez előfordulásának. A ragadozók számára hasznos, mint zsákmányállat. Hazánkban nem védett.